# 安东·马莱伊
安东·马莱伊（1907年1月16日—1930年7月15日），斯洛文尼亚男子体操运动员。他曾代表南斯拉夫参加1928年夏季奥林匹克运动会体操比赛，获得男子团体全能铜牌。